# بير كلوغه
بير كلوغه (بالألمانية: Peer Kluge)‏ (مواليد 22 نوفمبر 1980 في فرانكينبيرغ - ألمانيا الشرقية) لاعب كرة قدم ألماني يلعب حاليا لصالح نادي الدرجة الأولى شالكه الألماني منذ 2010 في مركز الوسط المحوري .

## روابط خارجية
- بير كلوغه على موقع قاعدة بيانات كرة القدم.إي يو (الإنجليزية)
- بير كلوغه على موقع بيانات كرة القدم. دي إي (الألمانية)
- بير كلوغه على موقع Soccerway.com (الإنجليزية)
- بير كلوغه على موقع عالم كرة القدم.نت (الإنجليزية)
- بير كلوغه على موقع كووورة
- بير كلوغه على موقع AS.com (الإسبانية)